# El Palauet de la Muralla
Lo Palauet de la Muralla (Casa Tarragona) conegut fins al 1965 com Casa Rúbies, cognom de la família que tradicionalment n'havia tingut la propietat, és una mansió senyorial avui convertida en hotel, al centre històric de Balaguer (Noguera) protegida com a bé cultural d'interès local. Està situada a prop de la Plaça Mercadal. La seva façana principal dona al carrer del Miracle, on la finca contigua la separa de l'Església de la Mare de Déu del Miracle, que en temps passats va ser sinagoga. La part posterior s'aboca al riu Segre des de l'antiga muralla de la ciutat, compartint el pas del recinte emmurallat de Balaguer amb les cases veïnes.

## Descripció

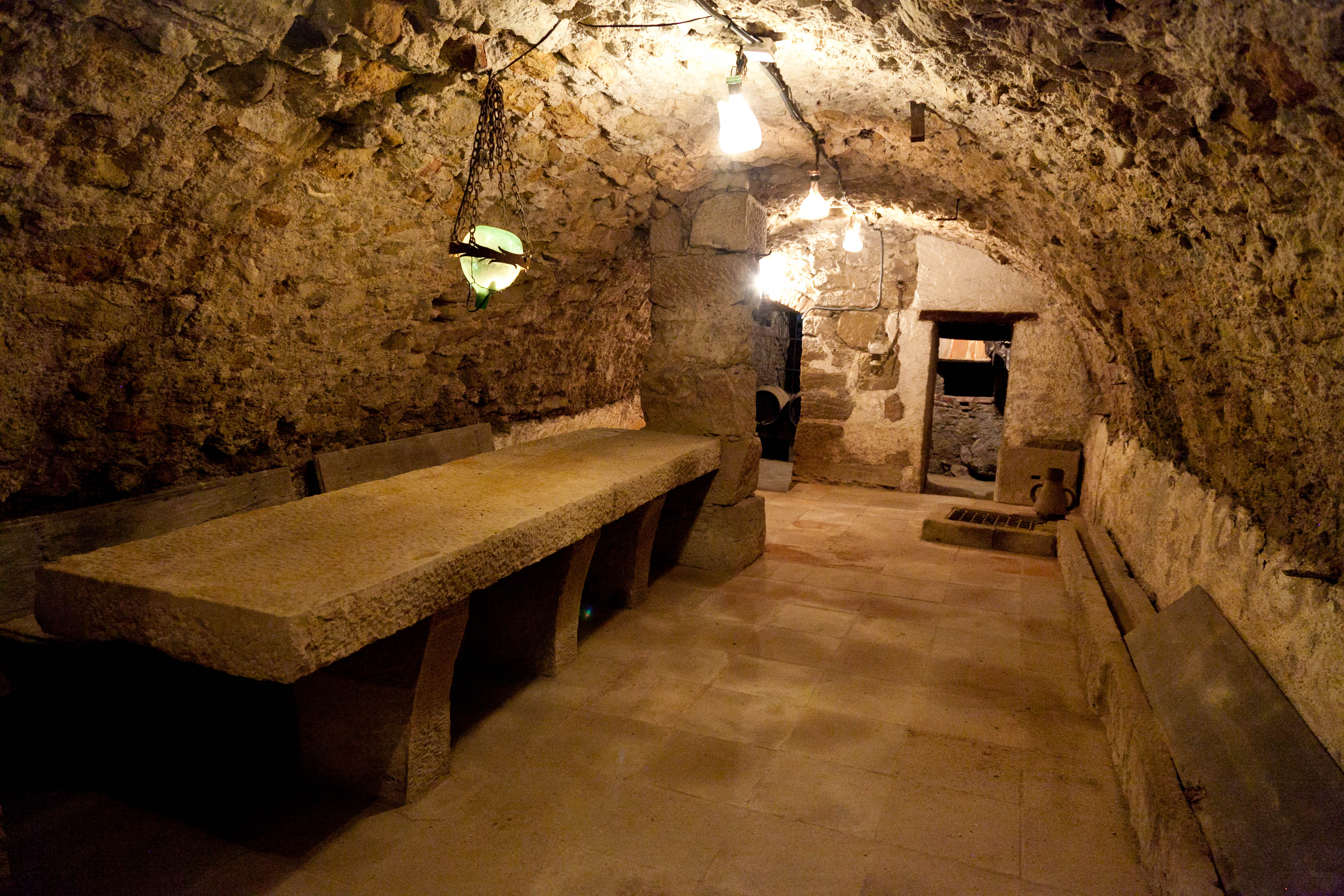
Celler a la part jueva de la casa.

Malgrat la restauració que s'ha dut a terme durant la segona meitat del segle xx, la casa conserva la seva estructura i distribució originàries. Al soterrani, d'origen jueu com reflecteixen les canalitzacions d'aigua de què disposa, es troben el "celler", amb dos pous o aljubs que van haver de servir per a la conservació d'oli i altres productes de la terra, i la quadra; hi ha també un passadís, actualment tapiat, que comunica amb l'església del Miracle. En una de les estances del soterrani es troba, a més, una taula de pedra massissa d'una sola peça. A la part posterior de la casa destaca el pati interior, delimitat per les gruixudes parets de pedra de l'edifici i per la muralla, a través de la qual s'arriba a la zona exterior sobre el riu, coneguda com "Lo Portalet".
Accedint a la casa per l'entrada principal, el visitant es troba en un gran vestíbul, en què destaquen les lloses de pedra que cobreixen el sòl i el cadirat monacal. Un primer tram d'escales condueix a una espaiosa sala de jocs. Prosseguint l'ascensió, ara per un pati interior cobert, s'arriba a la primera planta, on es troben les suites i habitacions del hotel. S'han recuperat les pintures originals dels sostres, així com les motllures i els enteixinats, gràcies a la intervenció de mestres artesans com el fuster Ton Camarasa i el pintor Àngel Soldevila. S'han conservat també els mosaics i els terres de fusta originaris de les diferents estances. Destaquen, entre elles, la sala, amb un mirall de Murano, el menjador, amb la seva xemeneia de fusta massissa, o la biblioteca. Pel que fa als dormitoris, estan moblats en estil imperi i en estil venecià.
A la segona planta, hi ha sis suites, algunes de les quals amb terrassa que dona al riu i que constitueix un mirador privilegiat, no només del pas del Segre travessant la ciutat, sinó també de la serra del Montsec a la llunyania.
Finalment, a la tercera planta, les golfes, conegudes a la comarca com "lo Perxe", amb les seves bigues de fusta originals a la vista, en alguna de les quals s'aprecia el forat de lligam del cordam dels raiers quan les varen baixar pel riu Segre, el que ofereix la possibilitat de recrear-se en un passat aïllat i recollit.

## Història

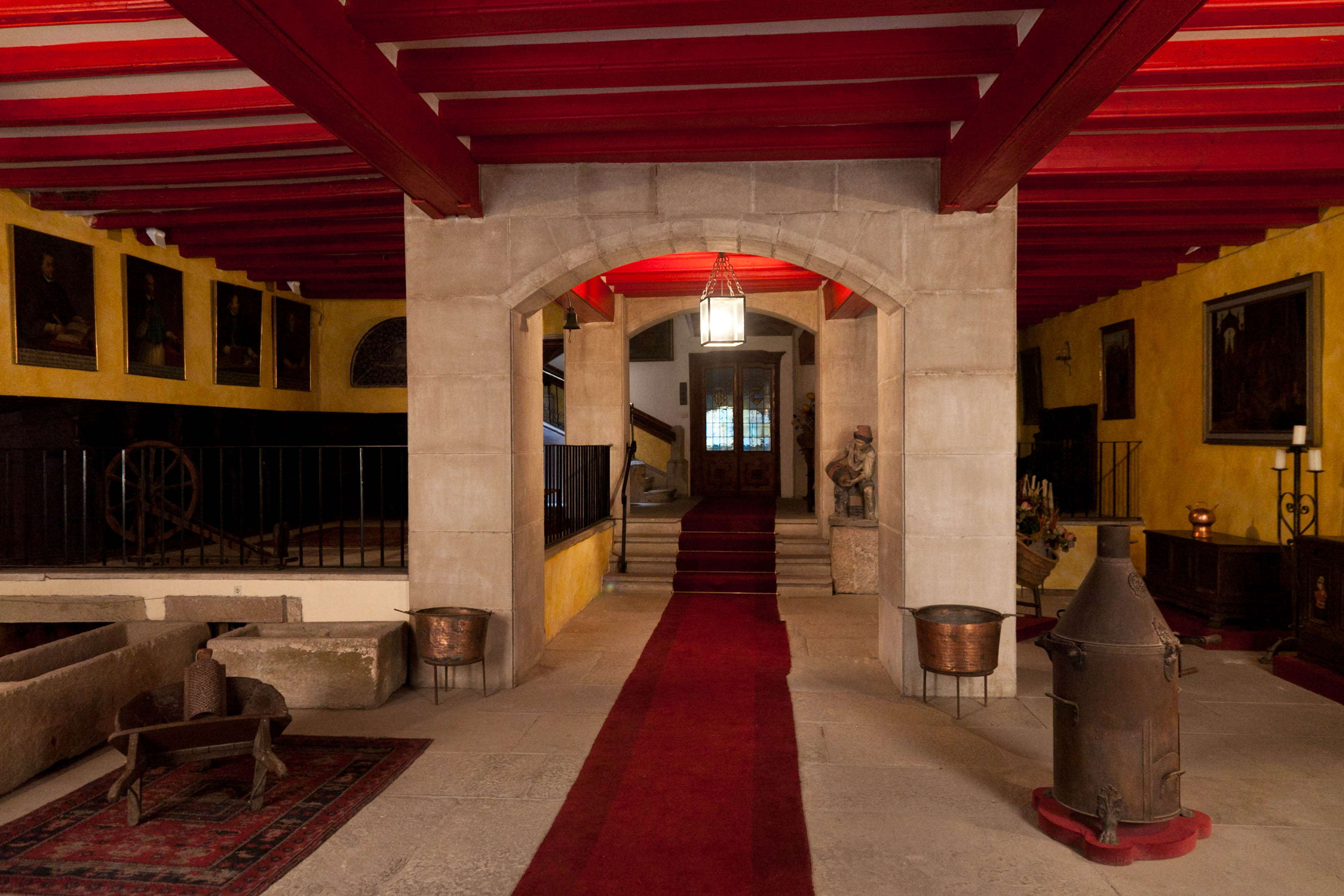
Accés principal.

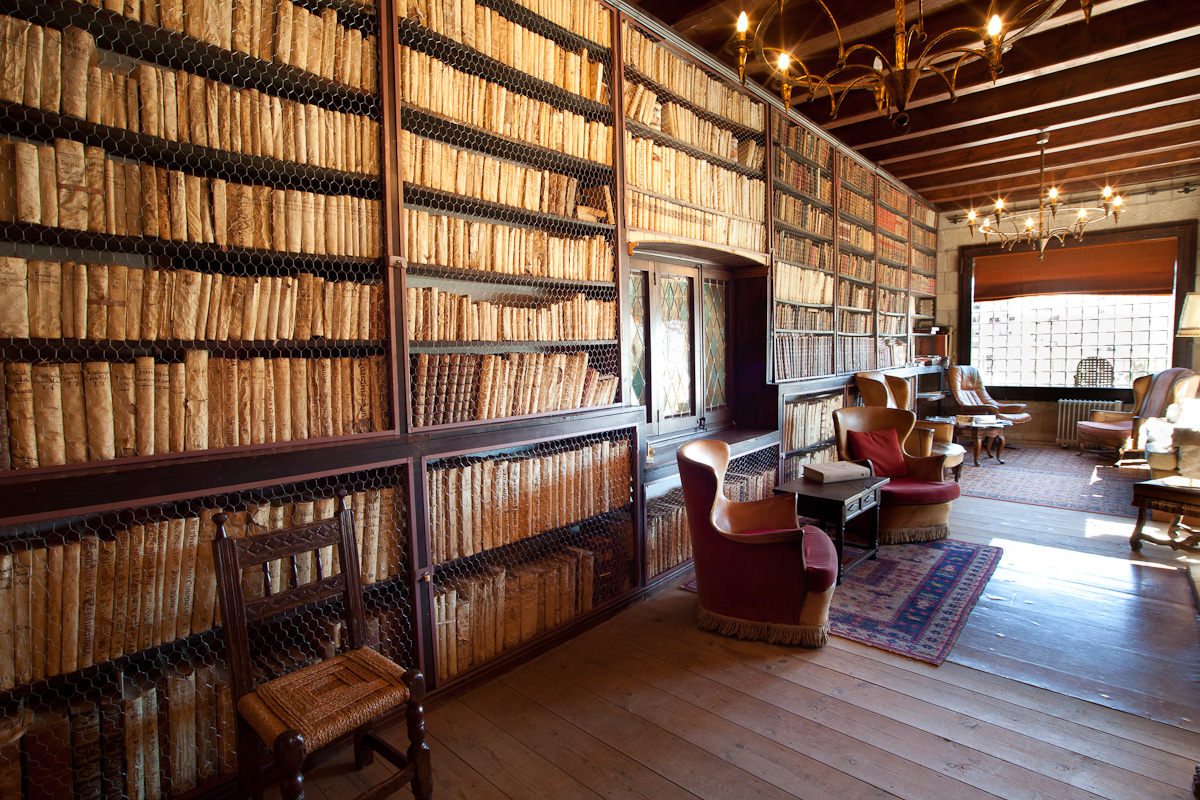
Biblioteca del Palauet

La casa va tenir el seu origen en l'expulsió dels jueus de l'antiga ciutat de Balaguer, l'any 1333 i el seu assentament a l'altra banda del que després seria la plaça Mercadal, on cada dissabte se celebra el mercat setmanal, que ja ha celebrat els 800 anys d'existència. La construcció ha sofert diverses ampliacions i reformes fins a arribar al seu estat actual. És de destacar que al segle xviii es va construir la façana neoclàssica, transformant la casa interiorment i donant-li l'estructura actual. L'any 1930 les Germanes Carmelites de la Caritat varen adquirir la finca, per destinar-la a l'escola de nenes i convent. L'edifici fou col·legi fins al curs 1964-1965 quan es feu el trasllat a l'actual Escola Vedruna Balaguer.
Els exemplars de la biblioteca, amb més de mil volums, molts d'ells enquadernats en pergamí, procedeixen del convent franciscà de Sant Domènec i originàriament del Monestir de Santa Maria de Bellpuig de les Avellanes; la majoria són llibres d'església, vides de sants i sermons, que es varen salvar de ser cremats durant la Guerra Civil perquè algú va tapiar l'entrada a la biblioteca del convent i així es va evitar que fos arrasada.